# Lukas Klostermann
Lukas Manuel Klostermann (Herdecke, 3 de junho de 1996) é um futebolista alemão que atua como lateral-direito. Atualmente joga no RB Leipzig.

## Carreira

### Rio 2016
Klostermann fez parte do elenco da Seleção Alemã que disputou as Olimpíadas de 2016.

## Títulos
Alemanha Sub-21
- Campeonato Europeu Sub-21: 2019

RB Leipzig
- Copa da Alemanha: 2021–22, 2022–23
- Supercopa da Alemanha: 2023

### Prêmios individuais
- Equipe do torneio do Campeonato Europeu Sub-21 de 2019[2]